# Lolita Lobosco
Lolita Lobosco è un personaggio immaginario, letterario e televisivo, protagonista dei romanzi polizieschi di Gabriella Genisi e della serie televisiva derivata. La Lobosco è un vice questore di polizia che vive e svolge le sue funzioni a Bari, sua città d'origine.
Viene descritta nel primo romanzo come una trentaseienne bella, sensuale (la poliziotta bella, quella che assomiglia alla Ferilli) e spavalda, brava in cucina e prepotente con i prepotenti; divorziata da tre anni, da allora non ha più avuto storie sentimentali. Il padre è scomparso quando Lolita era adolescente in un omicidio mai risolto, e lei ha deciso di entrare in Polizia: dopo un periodo trascorso al Nord Italia è stata trasferita nella sua Bari, dove lavora come Vicequestore.
Pur lavorando in un ambiente prettamente maschile, Lolita non nasconde la sua prorompente femminilità, anzi la esalta con un abbigliamento provocante, il cui tratto caratteristico sono le scarpe Louboutin.
Tra i suoi amici è citato spesso Salvo Montalbano, altro personaggio letterario, ideato da Andrea Camilleri, che presta anch'egli servizio in polizia, come commissario nell'immaginaria località di Vigata, in Sicilia.
I romanzi sono caratterizzati dalla narrazione in prima persona, dall'uso nei dialoghi di un dialetto pugliese semplificato e da un capitolo finale dedicato a ricette culinarie citate nelle storie.
I libri hanno ispirato una serie televisiva in cui la protagonista è interpretata da Luisa Ranieri.